# Narcine
Narcine – rodzaj ryb drętwokształtnych z rodziny Narcinidae.

## Rozmieszczenie geograficzne
Do rodzaju należą gatunki występujące w wodach oceanów – Indyjskiego, Atlantyckiego i Spokojnego.

## Morfologia
Długość ciała do 119 cm; masa ciała (największa opublikowana) do 650 g.

## Systematyka
Rodzaj zdefiniował w 1834 roku ichtiolog Jakob Henle w publikacji własnego autorstwa poświęconej nowemu rodzajowi drętw wraz z opisem całej rodziny drętwowatych. Gatunkiem typowym jest (późniejsze oznaczenie) drętwica brazylijska (N. brasiliensis).

### Etymologia
- Narcine: gr. ναρκη narkē ‘każda elektryczna ryba, która powoduje uczucie drętwienia przy dotknięciu’[6].
- Syrraxis: gr. συρραξις surraxis ‘zderzenie’[7]. Gatunek typowy (oznaczenie monotypowe): Narcine indica Henle, 1834 (= Raja timlei Bloch & Schneider, 1801).
- Cyclonarce: gr. κυκλος kuklos ‘okrąg’[8]; rodzaj Narcine Henle, 1834. Gatunek typowy (oryginalne oznaczenie): Raja timlei Bloch & Schneider, 1801.
- Gonionarce: gr. γωνια gōnia ‘kąt, róg’[9]; rodzaj Narcine Henle, 1834. Gatunek typowy (oryginalne oznaczenie): Narcine indica Henle, 1834 (= Raja timlei Bloch & Schneider, 1801).

### Podział systematyczny
Do rodzaju należą następujące gatunki:
- Narcine atzi Carvalho & Randall, 2003
- Narcine baliensis Carvalho & White, 2016
- Narcine bancroftii (Griffith & Smith, 1834)
- Narcine brasiliensis (Olfers, 1831) – drętwica brazylijska[10]
- Narcine brevilabiata Bessednov, 1966
- Narcine brunnea Annandale, 1909
- Narcine entemedor Jordan & Starks, 1895
- Narcine firma Garman, 1913
- Narcine insolita Carvalho, Séret & Compagno, 2002
- Narcine leoparda Carvalho, 2001
- Narcine lingula Richardson, 1846
- Narcine maculata (Shaw, 1804)
- Narcine oculifera Carvalho, Compagno & Mee, 2002
- Narcine prodorsalis Bessednov, 1966
- Narcine rierai (Lloris & Rucabado, 1991)
- Narcine timlei (Bloch & Schneider, 1801)
- Narcine vermiculatus Breder, 1928